# Tetraclorocuprato
Lo ione tetraclorocuprato è uno ione complesso, con formula CuCl42− (col rame a numero di ossidazione +2).
Tale ione presenta termocromismo; infatti al variare della temperatura il colore della soluzione nella quale è disciolto varia da verde chiaro a giallo. Tale variazione di colore è da attribuirsi ad una variazione della struttura dello ione; infatti la struttura di tale ione può assumere due forme: planare e tetraedrica.

## Sintesi
Lo ione tetraclorocuprato si forma mischiando una soluzione contenente un qualsiasi sale di rame(II) ed un cloruro solubile qualsiasi:
Cu2+(aq) + 4 Cl-(aq) → [CuCl4]2-(aq)
Gli altri ioni fanno da spettatori. L'avvento della reazione viene confermato dal viraggio del colore della soluzione da azzurro (dovuto allo ione esaacquarame(II) [Cu(H2O)6]2+) a verde smeraldo. Questo spiega anche il motivo per cui reazioni fra composti basici del rame ed acido cloridrico concentrato generano una soluzione verde invece che azzurra.